# Campbellton (Floryda)
Campbellton – miasto w Stanach Zjednoczonych, w stanie Floryda, w hrabstwie Jackson.